# Marathon van Brussel 2008
De marathon van Brussel 2008 vond plaats op zondag 5 oktober 2008. Het was de vijfde editie van deze marathon.
De wedstrijd werd bij de mannen gewonnen door de Belg Rik Ceulemans in 2:19.29. Op de finish had hij slechts drie seconden voorsprong op de Keniaan Willy Cheruiyot. Bij de vrouwen won de Nederlandse Anne Zijderveld in 3:15.51.
In totaal finishten er 1149 lopers, waarvan 1059 mannen en 90 vrouwen.

## Uitslagen

### Mannen
| rang   | naam              | land | tijd    |
| ------ | ----------------- | ---- | ------- |
| Goud   | Rik Ceulemans     | BEL  | 2:19.29 |
| Zilver | Willy Cheruiyot   | KEN  | 2:19.32 |
| Brons  | Gino Van Geyte    | BEL  | 2:22.57 |
| 4      | David Plimo       | KEN  | 2:23.03 |
| 5      | Jonathan Kipsaina | KEN  | 2:24.59 |
| 6      | Kris Moernaut     | BEL  | 2:25.55 |
| 7      | Koen Neven        | BEL  | 2:26.15 |
| 8      | Sammy K. Cherop   | KEN  | 2:27.27 |
| 9      | Vincent Ternet    | BEL  | 2:33.21 |
| 10     | Oleg Otmakhov     | RUS  | 2:35.28 |

### Vrouwen
| rang   | naam             | land | tijd    |
| ------ | ---------------- | ---- | ------- |
| Goud   | Anne Zijderveld  | NED  | 3:15.51 |
| Zilver | Anne Louette     | BEL  | 3:25.35 |
| Brons  | Gill De Schauwer | BEL  | 3:29.36 |

2004 ·
2005 ·
2006 ·
2007 ·
2008 ·
2009 ·
2010 ·
2011 ·
2012 ·
2013 ·
2014 ·
2015 ·
2016 ·
2017 ·
2018 ·
2019 ·
2022 ·
2023 ·
2024 ·
2025